# Драфт НБА 1960
Драфт НБА 1960 року відбувся 11 квітня. 8 команд Національної баскетбольної асоціації (НБА) по черзі вибирали найкращих випускників коледжів. Гравець, який завершував четвертий рік у коледжі отримував право на участь у драфті. В кожному з раундів команди могли вибирати гравців у зворотньому порядку до свого співвідношення перемог до поразок у сезоні 1959–1960. Перед драфтом будь-яка команда могла відмовитися від права вибору в першому раунді й вибрати будь-якого гравця в радіусі 50 миль від домашньої арени як свій територіальний вибір. Міннеаполіс Лейкерс взяли участь у драфті, але перед початком сезону переїхали до Лос-Анджелеса й стали називатися Лос-Анджелес Лейкерс. Драфт складався з 21-го раунду, на яких вибирали 100 гравців.

## Нотатки щодо виборів на драфті і кар'єр деяких гравців
Перед драфтом Цинциннаті Роялз вибрали Оскара Робертсона з Університету Цинциннаті як територіальний вибір. Проте, його також визнано першим вибором, оскільки Цинциннаті Роялз мали на нього право. У свій перший сезон він виграв звання новачка року. Міннеаполіс Лейкерс під другим номером обрав Джеррі Веста з Університету Західної Вірджинії. Троє гравців з цього драфту, Робертсон, Вест і 6-й драфт-пік Ленні Вілкенс, введені до Зали слави. Їх також обрано до списку 50 найвизначніших гравців в історії НБА, оголошеного 1996 року до 50-річчя ліги.
Робертсон ставав чемпіоном НБА в складі Мілвокі Бакс у сезоні 1970–1971, найціннішим гравцем у сезоні 1963–1964, 11 разів його обирали до Збірної всіх зірок і 12 - на Матч усіх зірок. Вест упродовж 14 сезонів грав у складі Лейкерс, ставши чемпіоном НБА 1972. Його також обрали до 12 підряд Збірних всіх зірок і на 14 підряд Матчів усіх зірокs. Згодом він тренував Лейкерс упродовж трьох сезонів. Серед досягнень Вілкенса 9 виборів на Матч усіх зірок. Після завершення кар'єри гравця він став успішним головним тренером. На цій посаді став чемпіоном НБА в сезоні 1978–1979 у складі Сіетл Суперсонікс, а також визнаний тренером року в сезоні 1993–1994. Він утримував рекорд як тренер, який провів найбільшу кількість ігор на посаді головного тренера - 2 487. 1998 року його ввели в Залу слави як тренера. Він став третім баскетболістом, якому вдалося потрапити до зали слави і як гравець і як тренер, після Джона Вудена і Білл Шарман. Ще двоє гравців з цього драфту, 3-й вибір Дарралл Імгоф і 5-й драфт-пік Лі Шаффер, також були учасниками Матчу всіх зірок. 8-й вибір Том Сандерс 8 разів ставав чемпіоном НБА в складі Бостон Селтікс у 1960-х роках. Пізніше він недовгий час у 1978 році тренував Селтікс. 39-й вибір Ел Аттлс також мав тренерську кар'єру. Упродовж 14 сезонів він тренував Сан-Франциско/Голден-Стейт Ворріорс, вигравши чемпіонат НБА в сезоні 1974–1975.

## Драфт

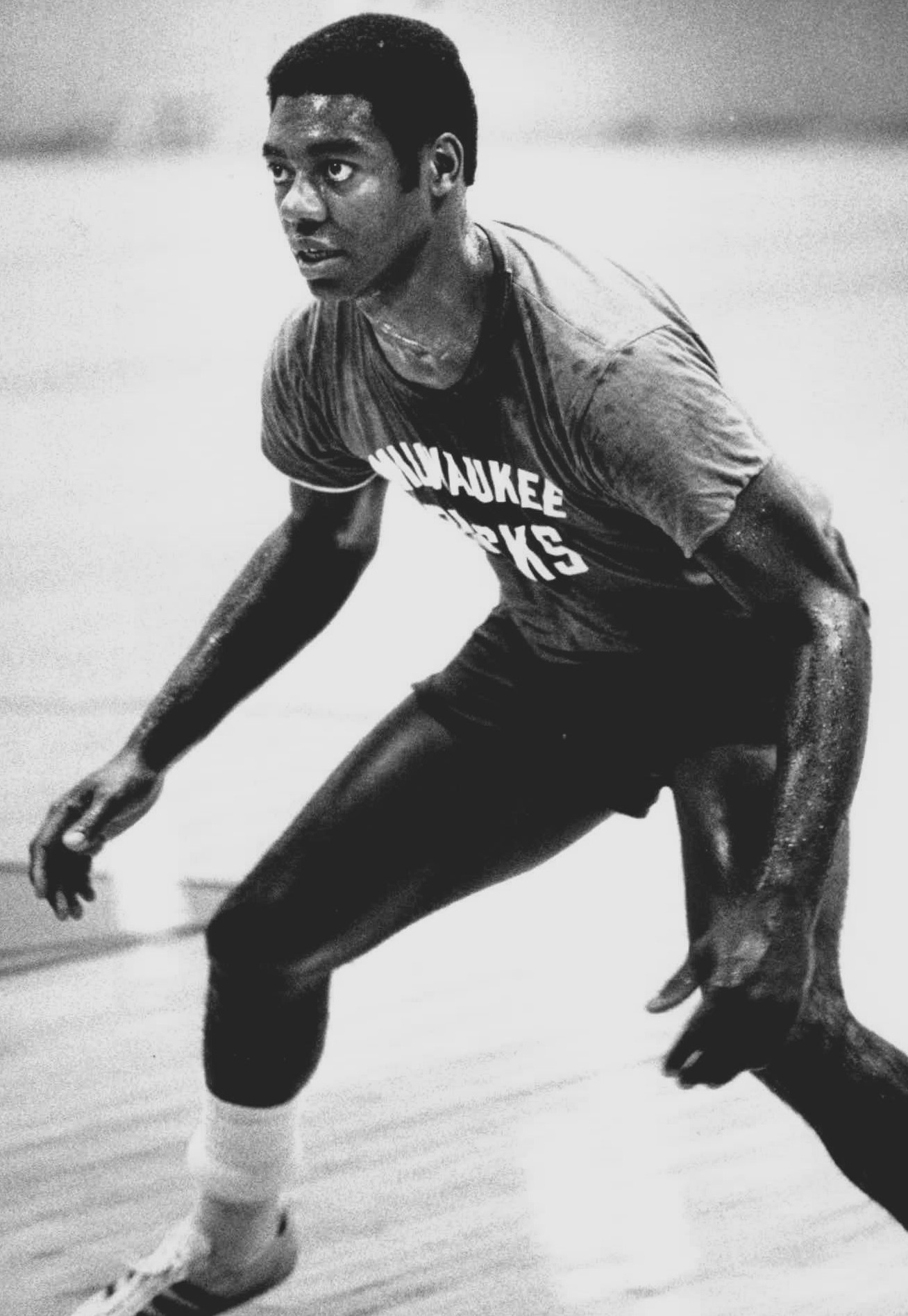
Цинциннаті Роялз вибрали Оскара Робертсона під першим загальним номером.

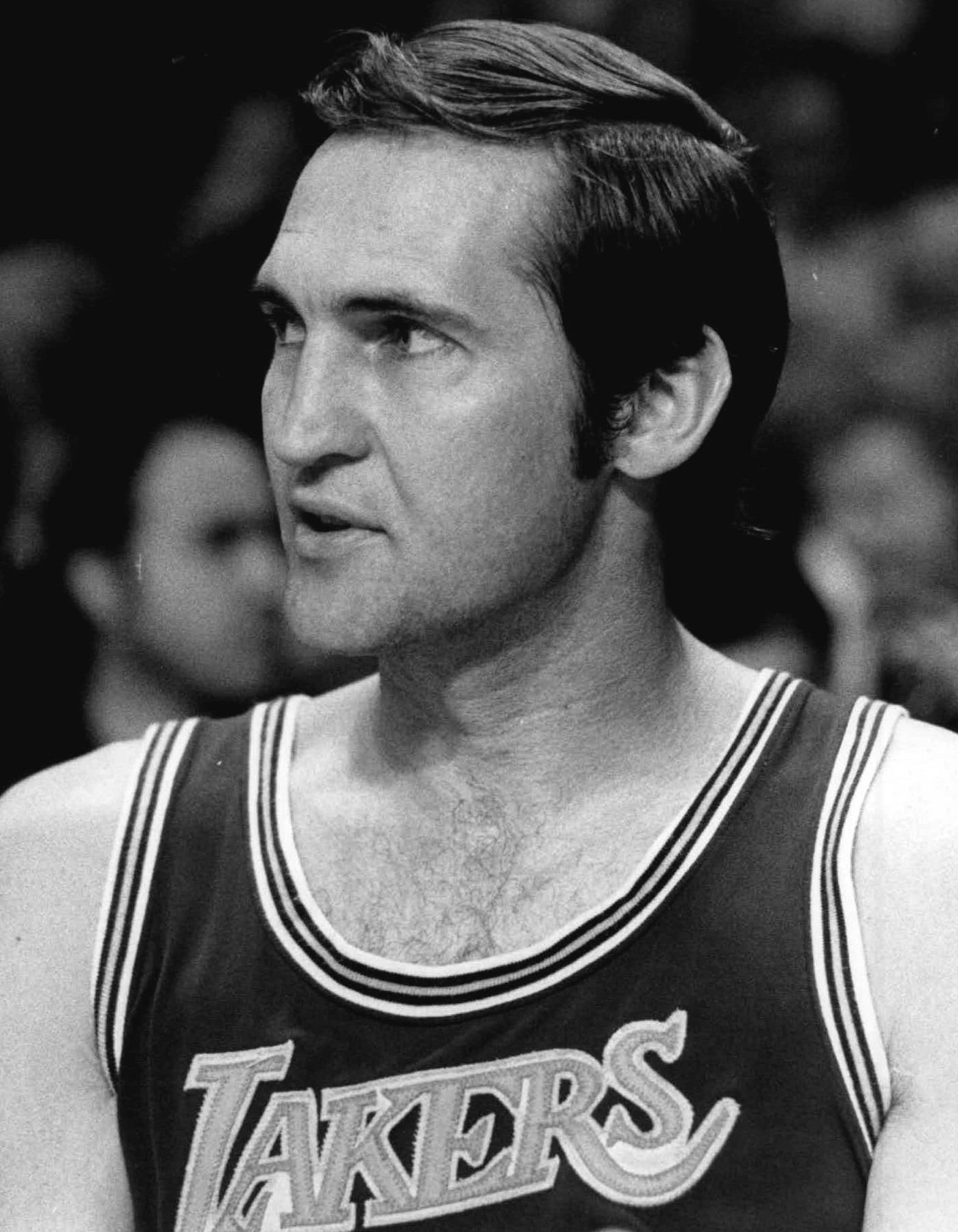
Лос-Анджелес Лейкерс вибрали Джеррі Веста під другим загальним номером.

| Поз.    | G        | F       | C         |
| Позиція | Захисник | Форвард | Центровий |

| ^ | Позначає гравців, обраних у Баскетбольну залу слави Нейсміта                     |
| + | Позначає гравців, які взяли участь принаймні в одній грі матчу всіх зірок НБА    |
| # | Позначає гравців, які жодного разу не грали в регулярному сезоні НБА або плей-оф |

| Раунд | Вибір | Гравець          | Позиція | Громадянство | Команда НБА                         | Коледж/Клуб       |
| ----- | ----- | ---------------- | ------- | ------------ | ----------------------------------- | ----------------- |
| T/1   | 1     | Оскар Робертсон^ | G/F     | США          | Цинциннаті Роялз                    | Цинциннаті        |
| 1     | 2     | Джеррі Вест^     | G/F     | США          | Лос-Анджелес Лейкерс                | Вест Вірджинія    |
| 1     | 3     | Дарралл Імгофф+  | C       | США          | Нью-Йорк Нікс                       | Каліфорнія        |
| 1     | 4     | Джекі Морленд    | G/F     | США          | Детройт Пістонс                     | Луїзіана Тек      |
| 1     | 5     | Лі Шаффер+       | F       | США          | Сірак'юс Нешиналз                   | Північна Кароліна |
| 1     | 6     | Ленні Вілкенс^   | G       | США          | Сент-Луїс Гокс                      | Провіденс         |
| 1     | 7     | Ел Бандж#        | F       | США          | Філадельфія Ворріорз                | Меріленд          |
| 1     | 8     | Том Сандерс      | F       | США          | Бостон Селтікс                      | НЙУ               |
| 2     | 9     | Джей Арнетт      | G       | США          | Цинциннаті Роялз                    | Техас             |
| 2     | 10    | Дейв Бадд        | F       | США          | Нью-Йорк Нікс (від Лос-Анджелес)[a] | Вейк Форест       |
| 2     | 11    | Келлі Коулмен#   | G       | США          | Нью-Йорк Нікс                       | Кентакі Веслеян   |
| 2     | 12    | Рон Джонсон      | F       | США          | Детройт Пістонс                     | Міннесота         |
| 2     | 13    | Вілбер Трош#     | C       | США          | Сірак'юс Нешиналз                   | Сейнт-Френсіс     |
| 2     | 14    | Френк Радович    | F       | США          | Сент-Луїс Гокс                      | Індіана           |
| 2     | 15    | Білл Кеннеді     | G       | США          | Філадельфія Ворріорз                | Темпл             |
| 2     | 16    | Лірой Райт#      | F       | США          | Бостон Селтікс                      | Пасіфік           |

## Інші вибори
Цих гравців на драфті НБА 1985 вибрали після другого раунду, але вони зіграли в НБА принаймні одну гру.

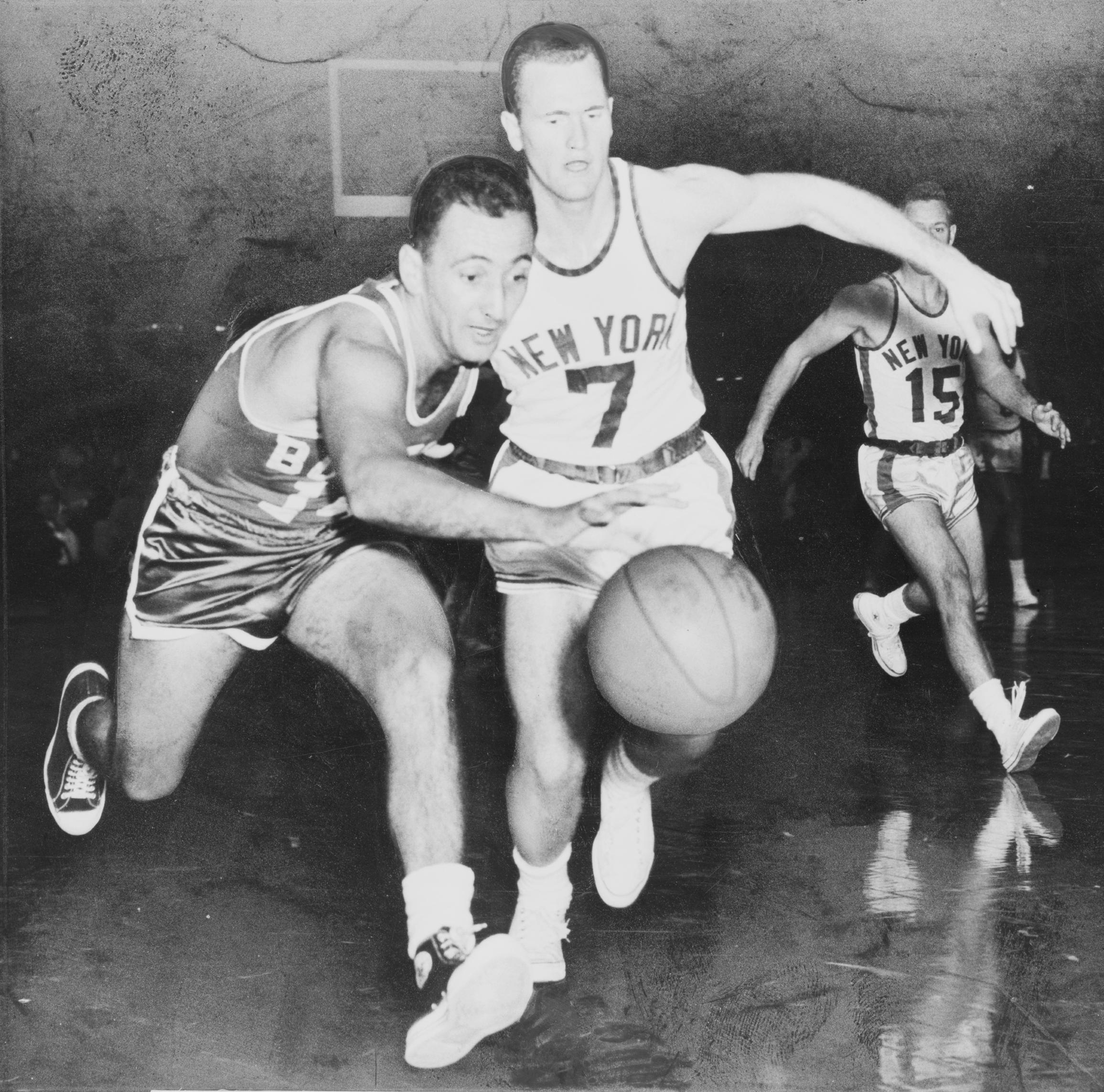
Нью-Йорк Нікс обрали Боба Макнілла (посередині) під 19-м загальним номером.

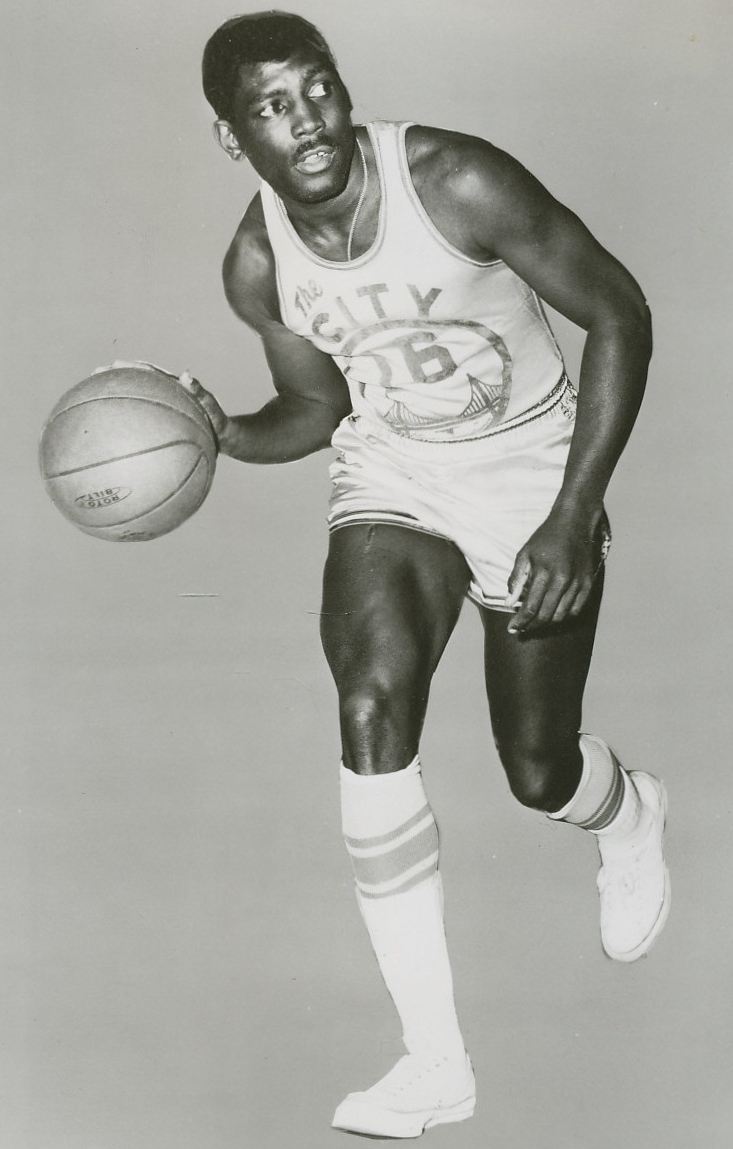
Філадельфія Ворріорз обрали Ела Аттлса під 39-м загальним номером.

| Раунд | Вибір | Гравець       | Позиція | Громадянство | Команда НБА                            | Коледж/Клуб           |
| ----- | ----- | ------------- | ------- | ------------ | -------------------------------------- | --------------------- |
| 3     | 17    | Ральф Девіс   | G       | США          | Цинциннаті Роялз                       | Цинциннаті            |
| 3     | 19    | Боб Макнілл   | G       | США          | Нью-Йорк Нікс                          | Сейнт Джозефс         |
| 3     | 21    | Джо Робертс   | F       | США          | Сірак'юс Нешиналз                      | Огайо Стейт           |
| 3     | 22    | Фред Лакур    | G/F     | США          | Сент-Луїс Гокс                         | Сан-Франциско         |
| 4     | 27    | Бен Ворлі     | G/F     | США          | Лос-Анджелес Лейкерс (від Нью-Йорк)[a] | Теннессі Стейт        |
| 4     | 30    | Горас Вокер   | F       | США          | Сент-Луїс Гокс                         | Мічиган Стейт         |
| 5     | 36    | Віллі Джонс   | G       | США          | Детройт Пістонс                        | Нортвестерн           |
| 5     | 38    | Джиммі Дарроу | G       | США          | Сент-Луїс Гокс                         | Боулінг Грін          |
| 5     | 39    | Ел Аттлс      | G       | США          | Філадельфія Ворріорз                   | Північна Кароліна A&T |
| 6     | 46    | Йорк Ларіс    | G       | США          | Сент-Луїс Гокс                         | Північна Кароліна     |
| 7     | 50    | Гауі Джолліфф | F/C     | США          | Лос-Анджелес Лейкерс                   | Огайо                 |
| 7     | 54    | Боб Сімс      | G/F     | США          | Сент-Луїс Гокс                         | Пеппердайн            |
| 8     | 56    | Сем Стіт      | G       | США          | Цинциннаті Роялз                       | Сейнт-Бонавенче       |
| 11    | 78    | Мел Пітерсон  | G/F     | США          | Детройт Пістонс                        | Вітон                 |

## Обміни
- a 1 2  24 січня 1960, Нью-Йорк Нікс придбали Діка Гармейкера і драфт-пік другого раунду від Лос-Анджелес Лейкерс в обмін на Рея Фелікса і драфт-пік четвертого раунду.[20][21] Нікс використали цей драфт-пік, щоб вибрати Дейва Бадда. Лейкерс використали цей драфт-пік, щоб вибрати Бена Ворлі.